# Antonio Moreyra
Antonio Roberto Moreyra (Buenos Aires, Argentina; 25 de mayo de 1947-23 de abril de 1994) fue un jugador y entrenador de fútbol argentino.
Como futbolista, fue campeón con Vélez Sarsfield, campeón de Argentina y la Copa Libertadores con Independiente, a la vez que participó con la selección preolímpica de argentina. Además jugó en el extranjero, en clubes de Perú y Uruguay.

## Clubes

### Como jugador
| Club              | País      | Año       |
| ----------------- | --------- | --------- |
| Sportivo Dock Sud | Argentina | 1959-1963 |
| Deportivo Morón   | Argentina | 1964-1965 |
| Defensor Lima     | Perú      | 1966-1967 |
| Vélez Sarsfield   | Argentina | 1968-1970 |
| Independiente     | Argentina | 1971-1972 |
| Rampla Juniors    | Uruguay   | 1973-1974 |

## Títulos

### Como jugador

#### Campeonatos nacionales
| Título           | Club            | País      | Año    |
| ---------------- | --------------- | --------- | ------ |
| Primera División | Vélez Sarsfield | Argentina | N-1968 |
| Primera División | Independiente   | Argentina | M-1970 |
| Primera División | Independiente   | Argentina | M-1971 |

#### Campeonatos internacionales
| Título                       | Club          | País      | Año  |
| ---------------------------- | ------------- | --------- | ---- |
| Copa Libertadores de América | Independiente | Argentina | 1972 |
| Copa Libertadores de América | Independiente | Argentina | 1973 |
| Copa Interamericana          | Independiente | Argentina | 1973 |

.